# Villa Skoga, Stocksund

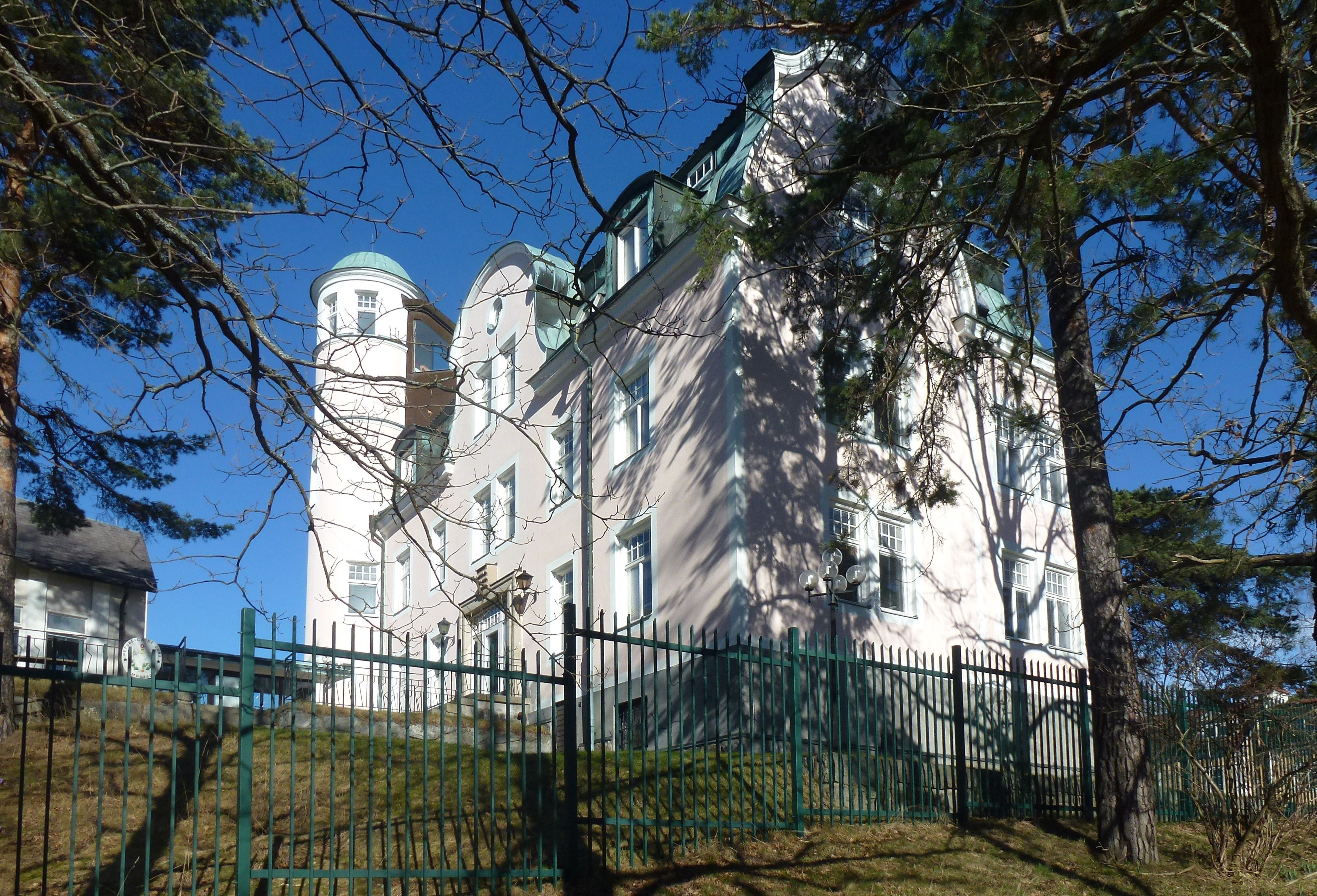
Villa Skoga, vy från Sturevägen 9, mars 2014.

Villa Skoga är en kulturhistoriskt värdefull byggnad i kvarteret Kommunalhuset vid Sturevägen 9 i Stocksund, Danderyds kommun. Villan uppfördes 1902-1903 för Carl Eduard von Horn och var mellan 1921 och 1966 Stocksunds köpings kommunhus. Sedan år 2000 ägs fastigheten av Kubanska staten och hyser Kubas ambassad i Stockholm. Området betraktas av kommunen som ”särskilt värdefullt från kulturhistoriskt synpunkt och är av riksintresse”.

## Historik
Villan ”å tomten nr 90 vid Stockby” vid dåvarande Västra Sturevägen ritades av arkitekt Hugo Rahm och beställare var Carl Eduard von Horn, Stockby ABs grundare. Han ägde flera villor i Stockby som han hyrde ut eller till och från själv bodde i, exempelvis Villa Skogsbo, Villa Hexa och Norska villan. Villa Skoga har sitt namn efter änkefru Henrietta Charlotta Söderlund (född Skoog) som flyttade in 1905. Hugo Rahm skapade ett högt tvåvåningshus med källare och inredd vind i jugendstil. Tornet fanns inte med från början men redovisas på en ritning från 1920. På bottenvåningen låg vestibul, salong, matsal, kök och tre rum, på våning 1 trappa upprepas samma rumsföljd och på vindsvåningen låg vestibul och fem rum. Fasaderna är putsade och avfärgade i ljusrosa kulör med vita accenter. Taken är täckta med kopparplåt.

## Ritningar

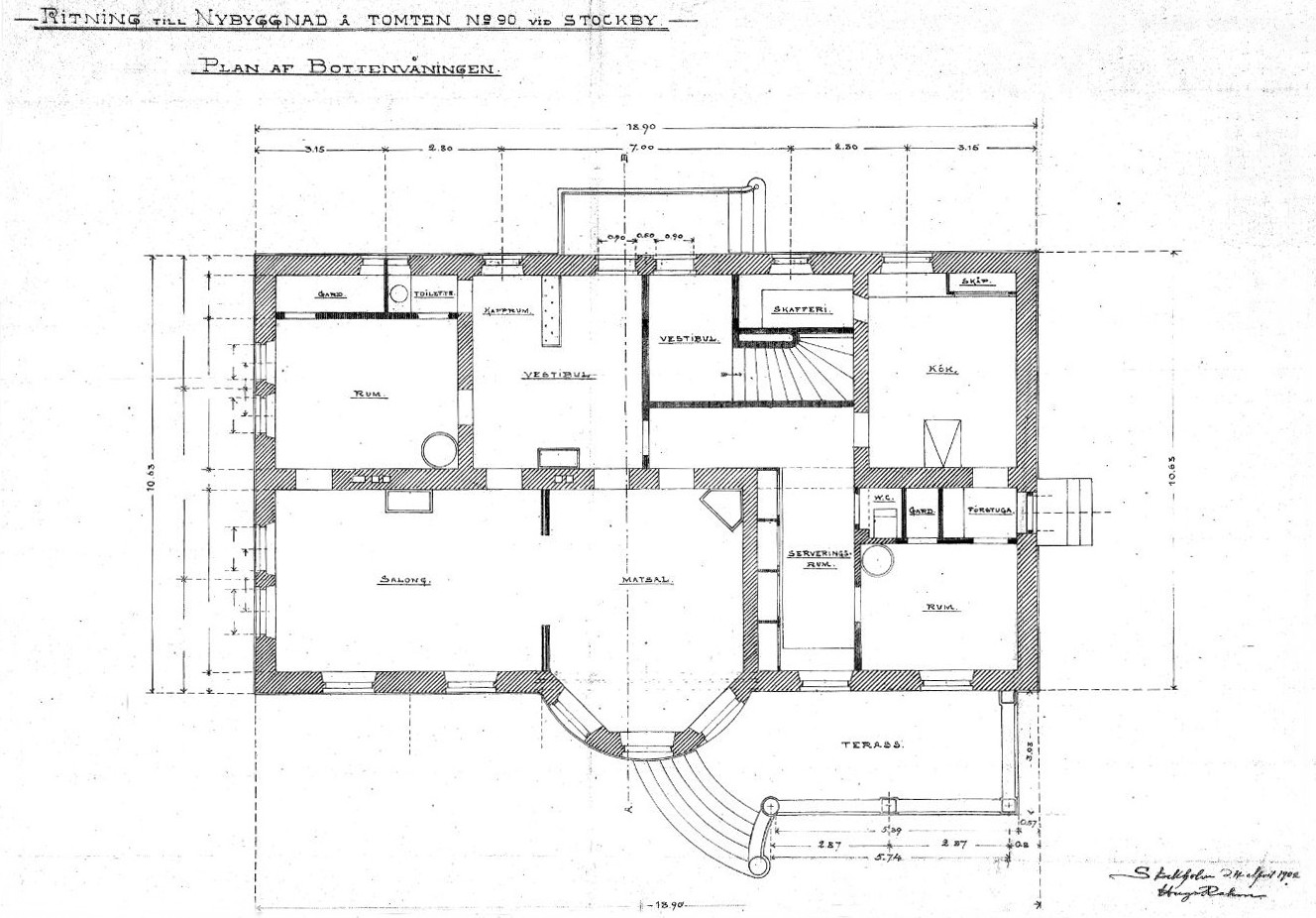
Bottenvåning
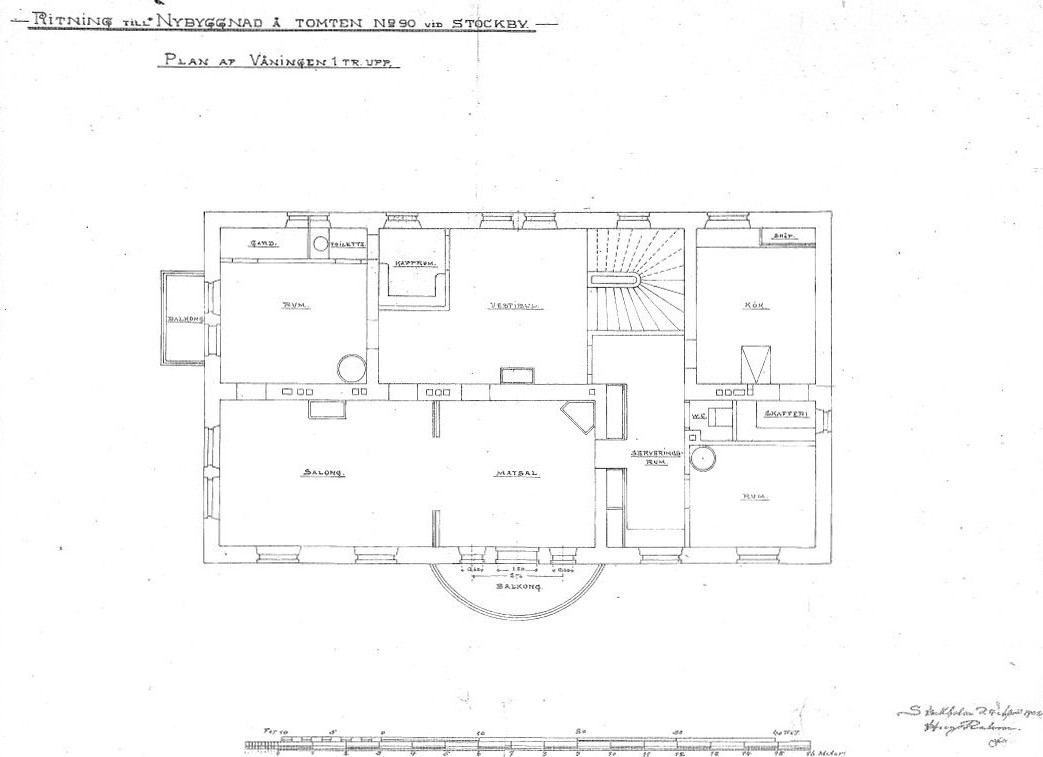
Våning 1 trappa
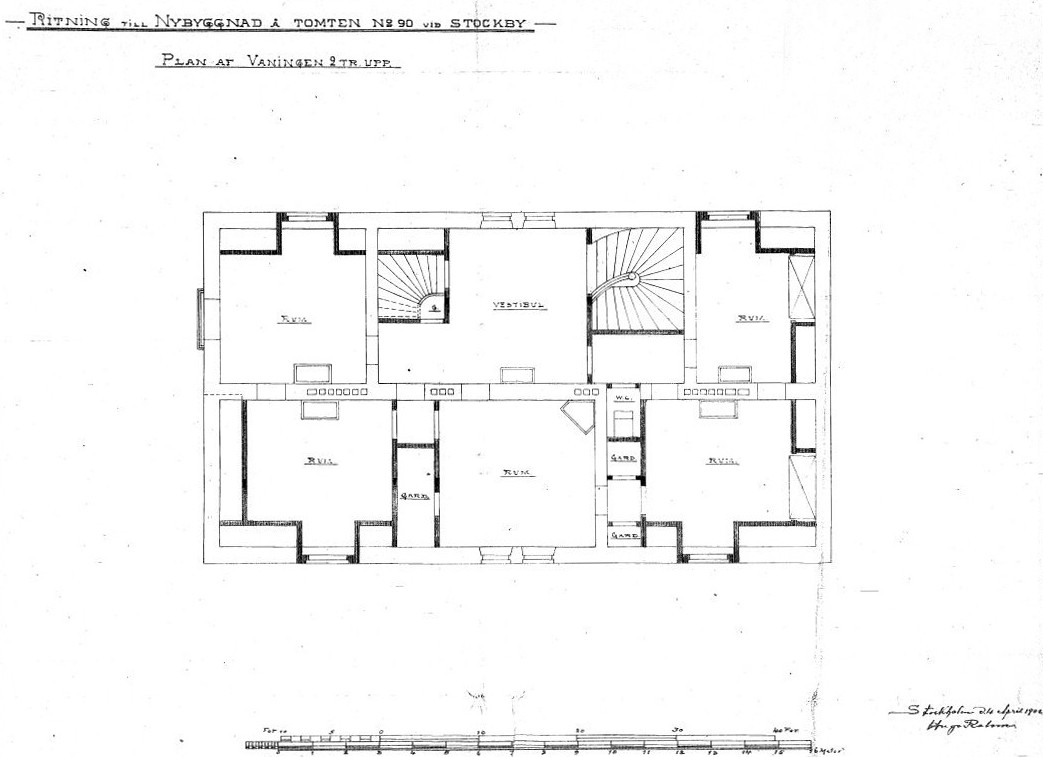
Vindsvåning

## Kommunalhus och ambassad

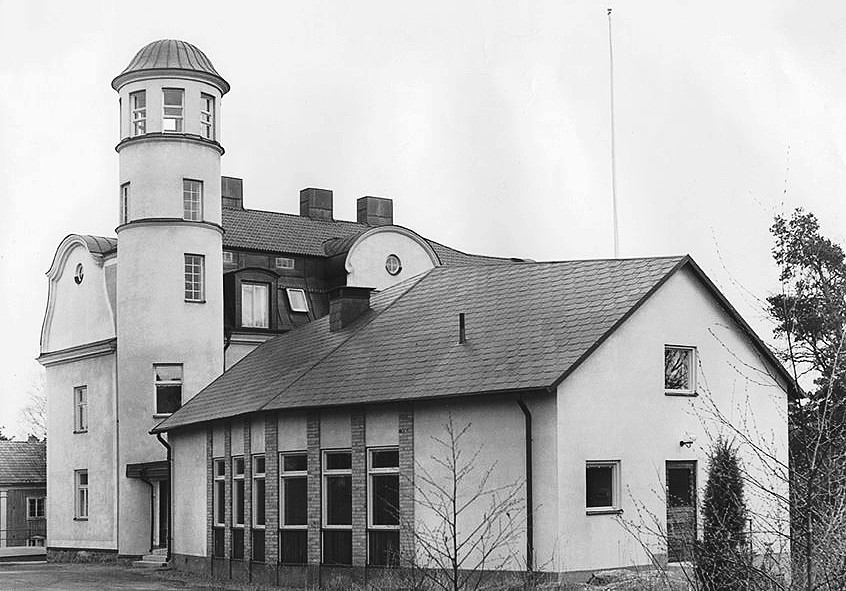
Kommunalhuset Stocksund 1958.

Efter von Horns död 1920 övertogs Villa Skoga av Stocksunds köping för 140 000 kronor och blev deras första kommunalhus. Innan dess fick de kommunala organen hålla till i bland annat Stocksundsskolans gymnastiksal, och under en kort tid fanns även ett särskilt kommunalrum i Stocksunds vattentorn. En anpassning till kontorsverksamhet i Villa Skoga utfördes av arkitekt Dag Melin. 
På 1940-talet byggdes huset till åt väst med en fristående, låg byggnadskropp som innehöll kommunens fullmäktigesal (senare kallad Stocksundssalen). Den delen ritades av arkitekt Bo Grefberg, som var stadsarkitekt i Stocksund och bland annat stod bakom nybyggnaden av Långängens skola i Långängen och flera andra villor i Stocksund. Salen har planformen av en långsträckt sexkant. Fasaderna är putsade och avfärgade i ljus kulör, taket är täckt med skifferplattor. Salen har kontakt med huvudbyggnaden via en uppglasad förbindelsegång. 
I samband med att köpingen inkorporerades i Djursholms stad år 1967 avslutades den kommunala verksamheten i Villa Skoga, därefter fanns bland annat kontor och förskola i byggnaden. År 2000 sålde kommunen fastigheten till Kubanska staten som här har sin ambassad i Stockholm. Ambassadörens residens ligger i en villa vid Bråvallavägen i Djursholm.

## Nutida bilder

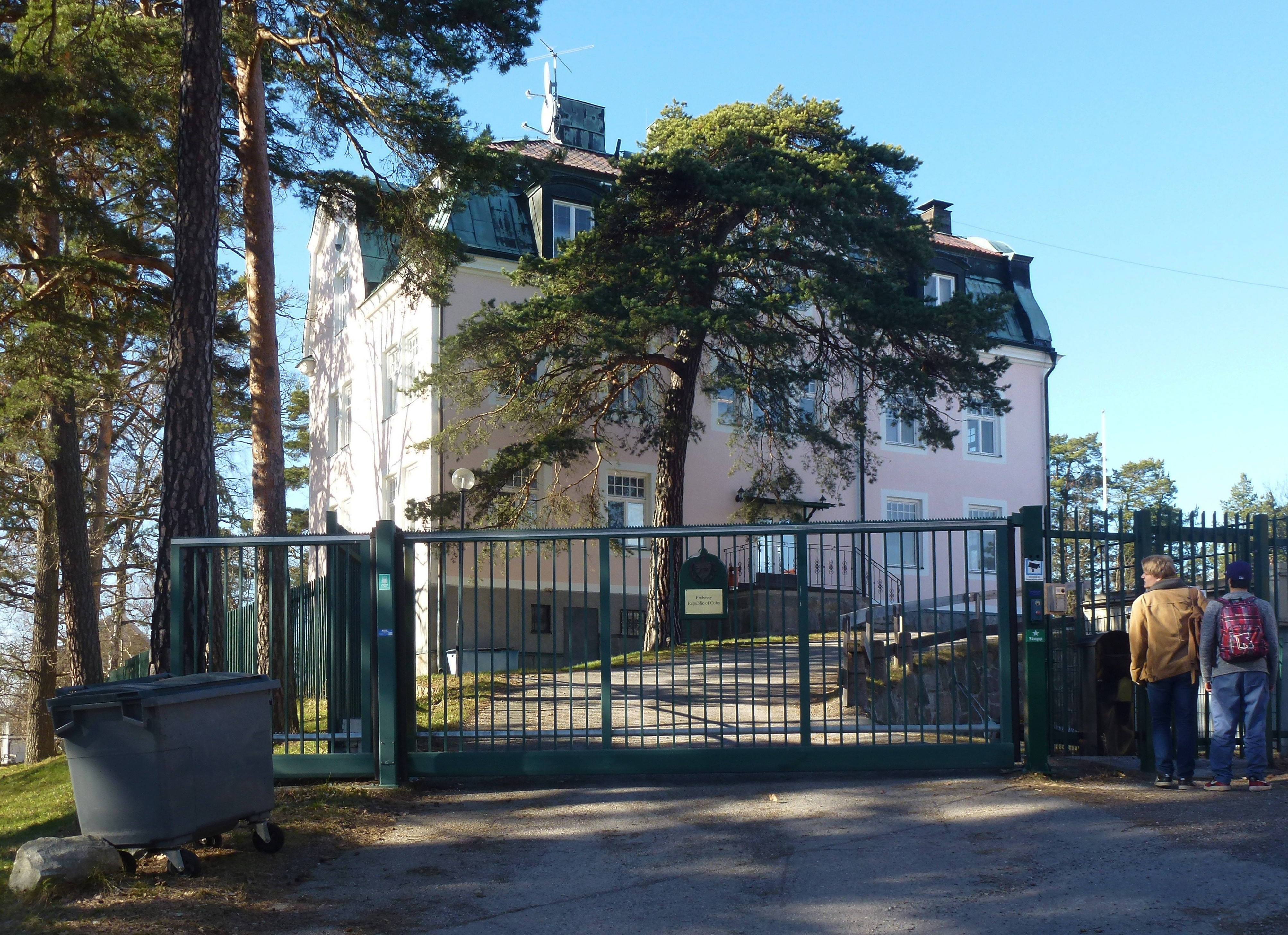
Entrésidan
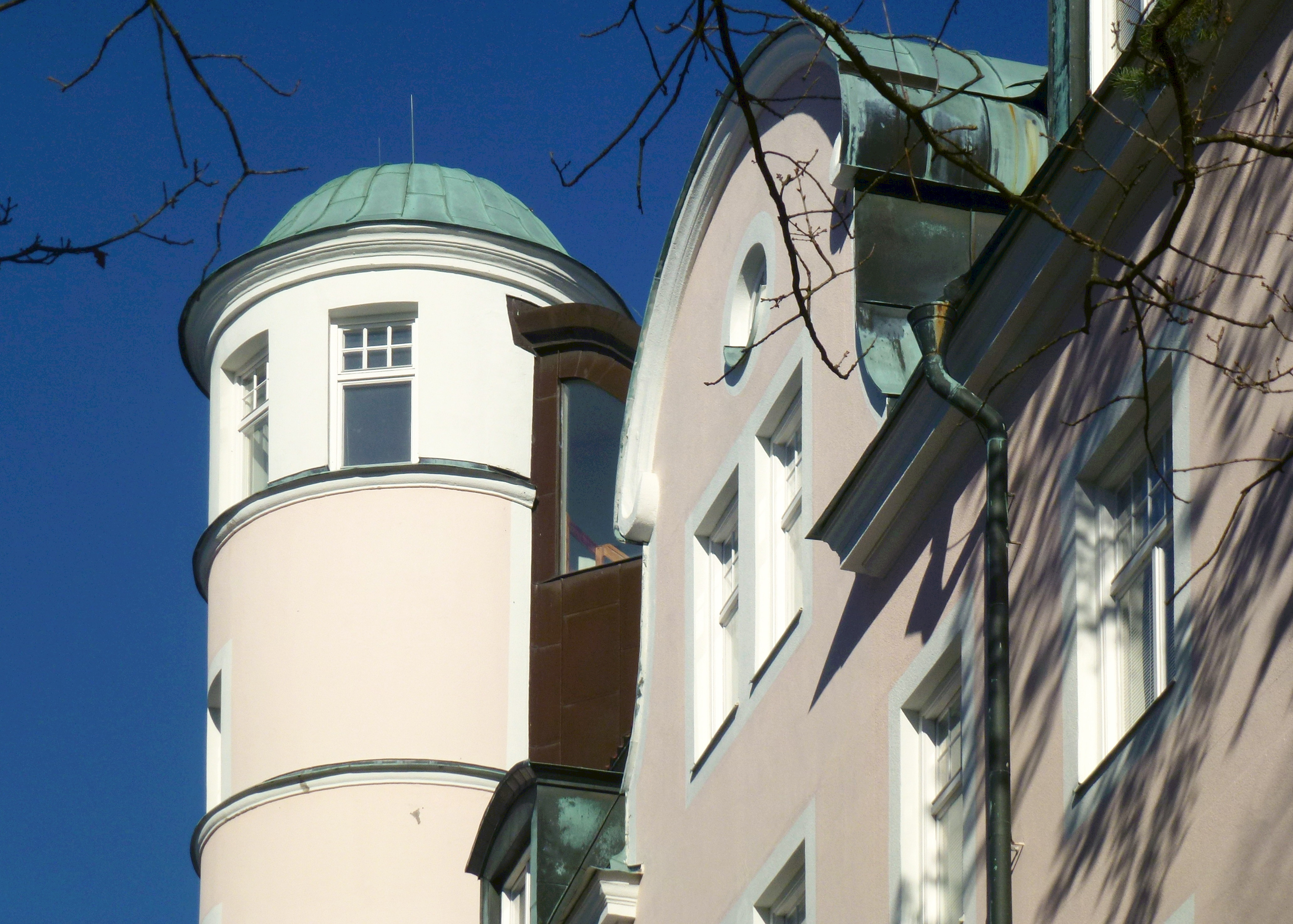
Tornet
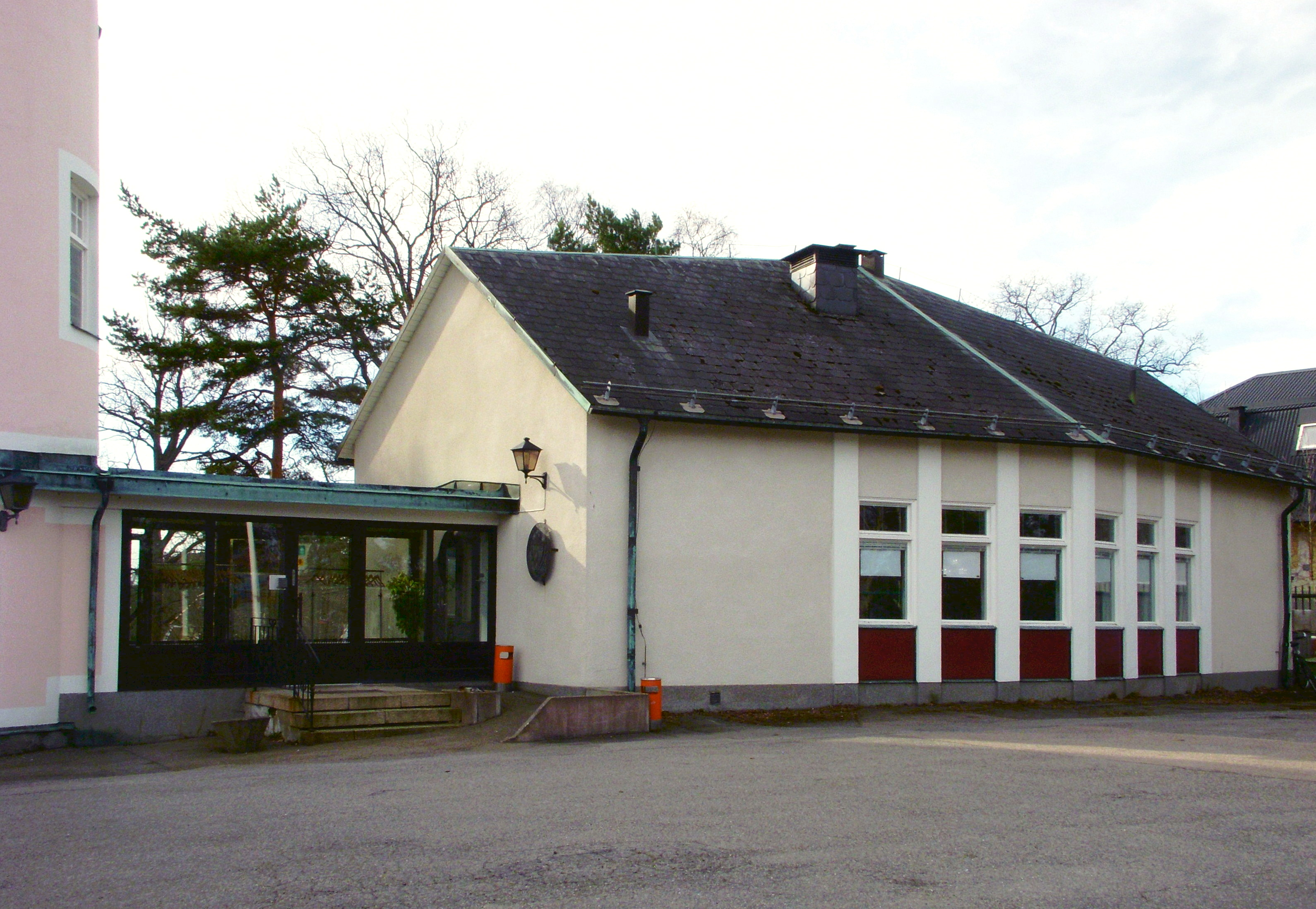
Fullmäktigesalen från 1940-talet.